# Eumorphus tumescens
Eumorphus tumescens là một loài bọ cánh cứng trong họ Endomychidae. Loài này được Gorham miêu tả khoa học năm 1892.